# 宮崎百合子
宮崎 百合子（みやざき ゆりこ、Yuriko Lily Miyazaki、1995年11月11日 - ）は、日本・東京都出身の女子プロテニス選手。WTAランキング自己最高位はシングルス132位、ダブルス184位。右利き、バックハンド・ストロークは両手打ち。2022年には日本国籍を保持したまま、所属協会を日本からイギリスに変更した。

## 来歴

### アマ時代
1995年に日本の東京都に生まれ、3歳の時にテニスを始めた。両親は日本人である。銀行員である父親の仕事の関係で、5歳の時にスイスに転居した。4年後には日本に帰国し、日本の小学校に通いながら自由ガ丘インターナショナルテニスカレッジでプレーしていたが、10歳の時にイギリス・ロンドンに転居した。15歳からはホームエデュケーションを選択し、遠征中にもオンライン教材などで学んだ。2014年には奨学金を得てアメリカ合衆国・オクラホマ大学に進学し、2018年にオクラホマ大学大学院を修了（専門はIT）した。

### プロ転向後
大学院卒業後の2018年にプロに転向し、ロンドンを拠点として世界各地の大会に参加している。2021年10月、アナスタシア・ガサノヴァと組んでトランシルヴァニア・オープンダブルスに出場し、WTAツアーの本選に初出場した。2022年にWTAリヨン・オープンではシングルスに出場し、WTAツアー本選のシングルスに初出場した。
英国テニス協会（LTA）には日本国籍からイギリス国籍への国籍変更を打診されていたが、日本が二重国籍を認めていないことで躊躇していた。英国テニス協会は国籍を変更せずにテニスに限ってイギリス所属とする特例を国際テニス連盟（ITF）に対して申請し、2022年3月に承認された。2022年全仏オープンにはイギリス所属として参加し、グランドスラムデビューした。2022年6月20日時点の世界ランキングは206位であり、イギリス所属の選手としては6番目である。